# 2023年臺灣燈會
2023年臺灣燈會是2023年（農曆癸卯年，生肖兔）2月在臺灣臺北市舉辦的第34屆臺灣燈會，展覽時間為2023年2月5日至2023年2月19日，於國立國父紀念館（主燈區）及東區商圈舉辦。這是臺北市繼2000年臺北燈會後睽違23年再次取得燈會的主辦權，也使台北成為舉辦十一次台灣燈會的縣市。
臺北市政府警察局交通警察大隊與警察廣播電臺於燈會中央展區設置路況轉播站，自2023年2月4日贈燈儀式起每週六至週日現場轉播燈會交通資訊。

## 開幕點燈儀式
```

```

2023年1月31日舉辦2023年台灣燈會點燈儀式，台北市長蔣萬安與受邀的前市長柯文哲合體點燈。

## 小提燈
- 大展虹兔[3]。

## 展區

### 光展區
- 初光之曜
- 仁愛帆城
- 榮容
- 安安
- Hi Hide
- 未來 · 穿梭 · 兔子洞
- 巢詠
- 彩虹教堂
- 時間的瞬息
- 城市後花園

### 源展區
- 臺北兔給樂
- Vaavaaw 讓心跳著《Vaavaaw matrektrek》
- 潛行的靈光《maqeteReq na tazusa meqidat》
- 祖靈六號《sikamasannemelj a sevalitan》
- 和祖靈對話的路徑《O lalan no sakalalicay ato to’as》
- 男澡堂外的女人心事《Lnglungan kykuyuh quri sapah trmaan ngangut dsnaw》
- (數位作品) 全力原夢！GO《phtgaw ta’ rngu’ ta’ kwara’, GO!》
- 山林好朋友《talragilragi tienaenale》
- 年節
- 星空下的我們

### 未來展區
- 台北101 閃耀夢想
- 兔兔餐包
- 台北 NEXT ！
- 光能使者
- 午夜櫥窗
- 星海公車
- 宇宙舞池
- 光年旅行+次元未來(直播室)
- 讚讚站！
- 數碼派對

### 中央展區

副燈「從心出發」

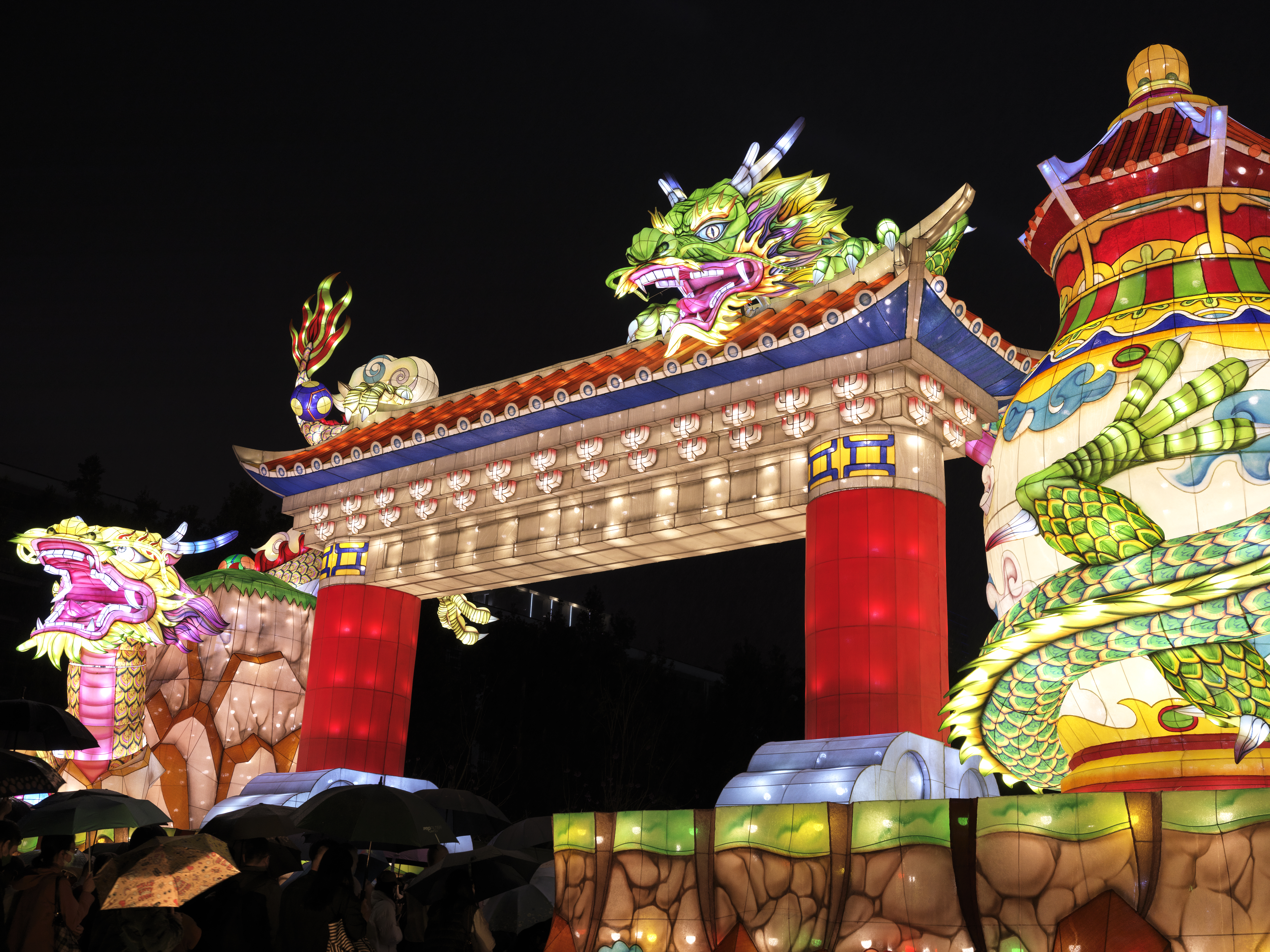
「蟠龍獻瑞」

- 主燈玉兔壯彩[4][5]：高16公尺、寬10.9公尺、重20公噸，斥資近1940萬元[6]。
- 從心出發，在台灣燈會圓滿落幕後移到花蓮鳳林鎮林榮遊憩區成為在地的觀光新景點
- 蟠龍獻瑞，燈藝師藍永旗的作品[7]，後由彰化社頭認養，於2024社頭彩燈藝術節再展出。
- 躍動未來
- 台灣臻美
- 駿馬奔騰吉星照
- 豬事平安事事圓
- 福虎生風遊四海
- 猴吉猴吉喜臨門，在台灣燈會圓滿落幕後移到花蓮鳳林鎮林榮遊憩區成為在地的觀光新景點[8]。
- 蛇騰盛世迎新紀

### 十二行政展區
- 玉兔招財喜迎春
- 登陸月球 尋兔記－微光.水影.綠寶盒
- 快樂天堂兔
- 玩聚中正
- 文昌禧兔
- 心願樹
- 龍飛鳳舞．祥耀艋舺
- 港動兔兔
- 玉兔倚月
- 內湖 Tomorrow 兔[9]。

### 競賽燈區
2023年台灣燈會的花燈競賽分為親子組、國中組、高中職組、社會大專組與機關團體組。
本屆跟往年一樣，在2023年臺灣燈會舉辦的前一年，2022年有舉辦【111學年度中小學教師民俗藝術花燈製作研習】，林玉珠 (燈藝師)、莊雅婷、李冠毅 (燈藝師)、李青芸、錢劍秋、蔡傑名擔任講師與該次研習講義編輯，謝婉芬擔任講師，梁茂森、黃麟傑擔任助教，但是因為配合臺灣燈會，所以中小學教師的花燈作品散入親子組、國中組、高中職組、社會大專組與機關團體組，本屆燈會競賽燈區無教師研習組，也沒有國小組。

### 藝術入店
東區配合燈會的店家在自己的店門外或店內以其特有的藝術創作來響應台灣燈會。

## 閉幕儀式
2023年2月19日舉辦2023年台灣燈會閉燈儀式，由交通部長王國材、觀光局長張錫聰局長、台北市長蔣萬安、台南市長黃偉哲等人ㄧ起在主燈「玉兔壯彩」的音樂聲光展演中閉幕。。

## 閉幕後續
- 觀光局前局長賴瑟珍希望在台灣燈會結束後，能夠以打造特色城鎮、花燈博物館、燈藝產業鏈的基地來推廣花燈[15]。
- 台灣燈會圓滿落幕後，兔兔餐包由台東縣池上鄉公所及新北市客家事務局認養、hi hide由金門縣政府認養、光兔現蹤由文山區公所認養、敦化南路的光環境（白兔）由台北巿立動物園、文山區公所、大安區永康里辦公處、中山區松江里辦公處、麗寶樂園等單位認養[16]，小丑魚、兔子、蝴蝶等花燈運送到馬祖南竿「北海遊憩區」繼續展出[17]。

## 官方網站
- 2023台灣燈會在台北 （页面存档备份，存于）